# Bill McGarry
William Harry „Bill” McGarry (Stoke-on-Trent, 1927. június 10. – 2005. március 15.) angol labdarúgó, fedezet, edző.
Az angol válogatott tagjaként részt vett az 1954-es labdarúgó-világbajnokságon.